# Ламуд
Ламуд (шп. Lámud) је главни град перуанске провинције Лује региона Амазонас. Налази се на северу државе на надморској висини од 2.330m у пределу Анда. Према подацима из 2010. године у граду је живело 2.228 житеља.